# Phytomyza pulchra
Phytomyza pulchra är en tvåvingeart som beskrevs av Friedrich Georg Hendel 1920. Phytomyza pulchra ingår i släktet Phytomyza och familjen minerarflugor.
Artens utbredningsområde är Tyskland. Inga underarter finns listade i Catalogue of Life.